# Arnos Vale
Arnos Vale ist ein Ort auf der Insel St. Vincent, die dem Staat St. Vincent und die Grenadinen angehört. Der Ort liegt südlich des E. T. Joshua Airport. In dem Ort befindet sich das Arnos Vale Stadium. 